# Геконообразни
Геконообразните (Gekkota) са подразред влечуги от разред Люспести (Squamata).
Таксонът е описан за пръв път от френския натуралист и зоолог Жорж Кювие през 1817 година.

## Семейства
- Carphodactylidae
- Diplodactylidae
- Eublepharidae
- Gekkonidae – Геконови
- Phyllodactylidae
- Pygopodidae – Змийски гущери
- Sphaerodactylidae